# Lista de prêmios e indicações recebidos por Rita Lee
Rita Lee Jones de Carvalho, OMC • ORB mais conhecida como Rita Lee (nascida Rita Lee Jones; São Paulo, 31 de dezembro de 1947 – São Paulo, 8 de maio de 2023) foi uma cantora, compositora, apresentadora de televisão e escritora brasileira. Conhecida como a "Rainha do rock brasileiro", foi uma das mulheres que mais vendeu discos, foram 55 milhões de discos vendidos, sendo assim a segunda artista feminina mais bem-sucedida em vendas no Brasil e a quinta no geral, atrás de Tonico & Tinoco, Roberto Carlos, Nelson Gonçalves e Angela Maria.
Construiu uma carreira que começou com o rock, mas que ao longo dos anos flertou com diversos gêneros, como a psicodelia, durante a era do tropicalismo, o pop rock, disco, new wave, o pop, bossa nova e eletrônica, criando um hibridismo pioneiro entre gêneros internacionais e nacionais.
Rita foi considerada uma das musicistas mais influentes do Brasil, sendo referência para aqueles que vieram a usar guitarra a partir de meados dos anos 1970. Ex-integrante do grupo Os Mutantes (1966–1972) e do Tutti Frutti (1973–1978), participou de importantes revoluções no mundo da música e da sociedade. Suas canções, em geral regadas com uma ironia ácida ou com uma reivindicação da independência feminina, tornaram-se onipresentes nas paradas de sucesso, entre as mais populares estão "Ovelha Negra", "Mania de Você", "Lança Perfume", "Agora Só Falta Você", "Baila Comigo", "Banho de Espuma", "Desculpe o Auê", "Erva Venenosa", "Amor e Sexo", "Flagra" e "Doce Vampiro". O álbum Fruto Proibido (1975), lançado com a banda Tutti Frutti, é comumente visto como um marco fundamental na história do rock brasileiro, inclusive considerado um dos 100 melhores álbuns da história da música brasileira pela revista musical Rolling Stone Brasil, enquanto a versão estadunidense da mesma publicação o classificou entre os melhores da história do rock latino-americano.

## Prêmios e indicações
| Lista de prêmios e indicações de Rita Lee |          |            |
| Premiação                                 | Vencidos | Indicações |
| Prêmio Multishow                          | -        | 1          |
| Grammy Latino                             | 2        | 7          |
| Prêmio Sharp de Música                    | 12       | 12         |
| Top 100 Brasil                            | 1        | 5          |
| MTV Video Music Brasil                    | -        | 3          |
| Troféu Universo Musical                   | -        | 2          |
| Revista Pop                               | 1        | 1          |
| Revista Fatos e Fotos                     | 1        | 1          |
| Troféu APCA                               | 3        | 1          |
| Prêmio Shell                              | 1        | 1          |
| Prêmio Contigo de Música Brasileira       | -        | 1          |
| Prêmio Quem                               | -        | 1          |
| Total                                     |          |            |
| Prêmios vencidos                          | 22       | 22         |
| Indicações                                | 36       | 36         |

Grammy Latino
| Ano  | Categoria                                                | Nomeação          | Resultado |
| ---- | -------------------------------------------------------- | ----------------- | --------- |
| 2001 | Melhor Álbum de Rock em Língua Portuguesa                | 3001              | Venceu    |
| 2004 | Melhor Canção em Língua Portuguesa                       | "Amor e Sexo"     | Indicado  |
| 2004 | Melhor Álbum Pop Contemporâneo em Língua Portuguesa      | Balacobaco        | Indicado  |
| 2005 | Melhor Álbum Pop Contemporâneo em Língua Portuguesa      | MTV Ao Vivo       | Indicado  |
| 2009 | Melhor Álbum Pop Contemporâneo em Língua Portuguesa      | Multishow Ao Vivo | Indicado  |
| 2012 | Melhor Álbum Pop Contemporâneo em Língua Portuguesa      | Reza              | Indicado  |
| 2022 | Prêmio Excelência Musical da Academia Latina de Gravação | Conjunto da Obra  | Venceu    |

Prêmio Sharp de Música
| Ano  | Categoria                  | Nomeação              | Resultado |
| ---- | -------------------------- | --------------------- | --------- |
| 1989 | Melhor Cantora de Pop/Rock | Ela mesma             | Venceu    |
| 1989 | Melhor Disco de Pop/Rock   | Zona Zen              | Indicado  |
| 1991 | Melhor Música              | "La Miranda"          | Venceu    |
| 1991 | Melhor Trilha Sonora       | "Dias Melhores Virão" | Venceu    |
| 1991 | Melhor Cantora             | Ela mesma             | Venceu    |
| 1991 | Melhor Disco               | Bossa'n Roll          | Venceu    |
| 1993 | Melhor Cantora             | Ela mesma             | Venceu    |
| 1995 | Melhor Cantora             | Ela mesma             | Venceu    |
| 1995 | Melhor Disco               | A Marca da Zorra      | Venceu    |
| 1995 | Melhor Show                | A Marca da Zorra      | Venceu    |
| 1995 | Melhor Cantora             | Ela mesma             | Venceu    |
| 1996 | Melhor Cantora (Pop Rock)  | Ela mesma             | Venceu    |
| 1998 | Melhor Cantora (Pop Rock)  | Ela mesma             | Venceu    |

Top 100 Brasil
| Ano  | Categoria                        | Nomeação                      | Resultado |
| ---- | -------------------------------- | ----------------------------- | --------- |
|      | Melhor Direção em Clipe Nacional | "Reza" (dir. Ricardo Spencer) | Indicado  |
| 2012 | Melhor Música Nacional           | "Reza"                        | Indicado  |
| 2012 | Melhor Clipe de MPB              | "Reza"                        | Indicado  |
| 2012 | Melhor Clipe Feminino Nacional   | "Reza"                        | Indicado  |
| 2012 | Melhor Álbum Nacional            | Reza                          | Venceu    |

MTV Video Music Brasil 
| Ano  | Categoria               | Nomeação  | Resultado |
| ---- | ----------------------- | --------- | --------- |
| 2012 | Artista do Ano          | Ela mesma | Indicado  |
| 2012 | Melhor Artista Feminino | Ela mesma | Indicado  |
| 2012 | Melhor Música           | "Reza"    | Indicado  |

Troféu Universo Musical
| Ano  | Categoria           | Nomeação      | Resultado |
| ---- | ------------------- | ------------- | --------- |
| 2003 | Melhor Música (MPB) | "Amor e Sexo" | Indicado  |
| 2005 | Melhor Show (MPB)   | Balacobaco    | Indicado  |

Revista Pop
| Ano  | Categoria      | Nomeação  | Resultado |
| ---- | -------------- | --------- | --------- |
| 1974 | Melhor Cantora | Ela mesma | Venceu    |

Revista Fatos e Fotos
| Ano  | Categoria             | Nomeação  | Resultado |
| ---- | --------------------- | --------- | --------- |
| 1981 | Personalidade de 1980 | Ela mesma | Venceu    |

Troféu APCA
| Ano  | Categoria                                         | Nomeação                    | Resultado |
| ---- | ------------------------------------------------- | --------------------------- | --------- |
| 1991 | Melhor Show                                       | Bossa'n Roll                | Venceu    |
| 2016 | Grande Prêmio da Crítica                          | Ela mesma                   | Venceu    |
| 2016 | Melhor Biografia/Autobiografia/Memória Literatura | Rita Lee: Uma autobiografia | Venceu    |

Prêmio Shell
| Ano  | Categoria              | Nomeação  | Resultado |
| ---- | ---------------------- | --------- | --------- |
| 1996 | Grande Destaque da MPB | Ela mesma | Venceu    |

Prêmio Multishow de Música Brasileira
| Ano  | Categoria   | Nomeação | Resultado |
| ---- | ----------- | -------- | --------- |
| 2009 | Melhor Show | PicNic   | Indicado  |

Prêmio Contigo de Música Brasileira
| Ano  | Categoria     | Nomeação | Resultado |
| ---- | ------------- | -------- | --------- |
| 2012 | Melhor Música | "Reza"   | Indicado  |

Prêmio Quem
| Ano  | Categoria      | Nomeação  | Resultado |
| ---- | -------------- | --------- | --------- |
| 2012 | Melhor Cantora | Ela mesma | Indicado  |